# Крымскотатарская кофейная культура
Крымскотатарская кофейная культура — совокупность традиций приготовления и употребления кофе в кухне крымских татар.
Напиток из кофейных зерен пришел в Крым из Турции в XVI веке (см. Кофе по-турецки). С тех пор кофе занял особое место в жизни крымских татар — его пьют с гостями, во время обсуждения важных дел и деловых соглашений, ежедневно в кругу семьи и во время праздников. На протяжении веков возникла собственная самобытная крымскотатарская кофейная культура.

## Приготовление
Сначала обжаренные кофейные зерна очень мелко размалываются. Это делается с помощью специальной ручной кофемолки дегирман. Выделяют два способа заваривания кофе — домашний (в джезве) и походный (в специальном сосуде каве-куман). Домашний способ приготовления предполагает наличие особого рода мангала, верхняя часть которого заполнена тщательно просеянным мелким песком, а в нижней его части обустроена жаровня, питающаяся древесным углем. Кофе засыпают в разогретую джезву и заливают водой. Затем джезву устанавливают в песок в верхней части мангала, где кофе постепенно доводится до легкого кипения, о чем свидетельствует густая и душистая пенка — непременная черта.
Прежде крымские татары различали кофе мужской и женский (детский).
Мужской кофе готовили так: в холодную джезву клали немного каменной соли и сахара, затем засыпали кофе, заливали холодной водой и ставили на раскаленный песок, ожидая закипания. В подогретую чашучку фильджан клали горошину бараньего жира, вливали немного кофе, только что закипевшего, а вслед за тем доливали сливки.
Рецепт женского кофе был следующим: до начала варки в холодную джезву клали небольшой кусочек колотого сахара, на него насыпали порошок кофе, заливали кипятком и заправленную таким образом джезву сразу ставили в жар песка. Как только кофе закипал до первой пенки, его быстро переливали в предварительно нагретые чашки фильджаны.
В XX веке начали готовить кофе с разными дополнительными ингредиентами:
- душистый кофе, заваренный на молоке (сют каве);
- крепкий черный кофе с корицей (тарчин кавеси);
- крепкий кофе с корицей и гвоздикой (каранфиль кавеси).

Заваривали и просто крепкий черный кофе (кара кофе), который мужчины употребляли даже вместе с гущей.

## Приспособления и посуда
- Дегирме́н (также каве дегирмен) — высокая ручная кофемолка турецкого типа для размола зерен кофе в однородную мелкую пудру. Обычно изготовляют из меди. По традиции дегирмены передавались в семье из поколения в поколение.
- Джезве́ — кофеварка из меди, реже серебра. В зависимости от того, сколько порций нужно приготовить, пользуются джезвой определенного размера — от одной до шести порций. В крымскотатарском языке слово «джезве» относится к мужскому роду.
- Каве-куман — медный сосуд для приготовления кофе в походных условиях.
- Йибрик — кофейник с крышкой.
- Фильджа́н (также фельджан) — маленькая фарфоровая чашка типа чашки демитас, с ручкой или без ручки. По форме и размеру фильджаны подобны половинке гусиного яйца.
- Зарф (от арабского слова ظرف ẓarf, что означает «контейнер, конверт») — ажурная подставка для чашек фильджан. Чаще всего зарф изготавливают из меди или латуни, но иногда используются и другие материалы. Раньше более состоятельные люди пользовались серебряными и золотыми подставками. Традиция использовать зарф пришла к крымским татарам из Турции вместе с культурой потребления кофе.

## Сервировка
Кофе разливают в чашечки филиджаны. Для удобства пользования, чтобы не обжигать пальцы, филиджан ставят на подставку зарфа. Кроме чашек на стол ставят традиционный кофейник йибрик и тарелки со сладким.
В качестве сладкого часто подают колотый сахар, который просто едят, а не растворяют в кофе, или песочное печенье кхурабье (хурабье), изготавливаемое из муки, сахара и топленого масла. Также к кофе предлагали халву, разнообразные варенья: розы в сахаре, из незрелого грецкого ореха, белых лилий, а также ореховое печенье — бахлаву. Мужчины часто предпочитали не сладости, а табак, наслаждаясь кофе за курением чубука или наргиле.

## Употребление
Ритуалы связанные с употреблением кофе отличаются в зависимости от повода:
- Хошкельди кавеси- это кофе, который подается во время визита гостей для создания хорошего настроения и теплой атмосферы. Приготовление сопровождается разговором и ритмичным звуком перетирания кофейных зерен в каве дегирмен. Сам разговор происходит медленно и размеренно. Обходительные хозяева ведут его так, чтобы гость обязательно прошел круг важных для него тем, непременно остановившись на здоровье родных, домашних новостях или успехах детей. Пока происходит этот маленький ритуал, на столе появляются свежий заваренный кофе и сладости.
- Саба кавеси — утренний кофе в семейном кругу. Он дает возможность собраться за столом, создать комфортную атмосферу, в которой семья составляет планы, делится идеями и настраивается на важные дела в начале дня. Саба Кавеси дает возможность проявить уважение и поддержку друг к другу, поговорить о здоровье и самочувствии старшего поколения.
- Байрам кавеси (кофе по-быстрому) — обычай пить кофе во время посещения родных на большие религиозные праздники Курбан и Ораза байрам. В эти дни молодежь приходит к старшему поколению с поздравлениями и пожеланиями здоровья, визиты сопровождаются угощением кофе и сладостями. Байрам кавеси считается «кофе наскоро» потому, что за день нужно провести до 30-ти визитов разным родственникам.
- Келін кавесі (кофе от невесты) — кофе, который заваривает девушка после свадьбы, когда принимает гостей в доме своего мужа. По обыкновению, в этот день к молодоженам прибывают родственники невесты, и их угощают кофе и сладостями. Из-за того, что родители молодой не участвуют в визите, он становится менее официальным, что позволяет отдохнуть от свадебной суеты, сблизить родственников между собой и наладить новые родственные отношения.
- Козайдин кавеси (кофе по поводу радостного известия) — кофе, которым угощают близких для того, чтобы поделиться хорошими новостями и семейными успехами, например, рождением ребенка, важной покупкой, получением образования и т. д. Этот кофе является возможностью благодарить друг друга за поддержку, разделять радость с близкими и проявить солидарность в общине.

Крымскотатарский кофе был занесен в Национальный перечень элементов нематериального культурного наследия Украины.